# Tour de Luxembourg 2007
La 67e édition du Tour de Luxembourg a lieu du 6 au 10 juin 2007. La course fait partie du calendrier UCI Europe Tour 2007 en catégorie 2.HC.

## Étapes
| Étape     | Date    | Villes étapes                  | type                        | Distance (km) | Vainqueur d'étape   | Leader du classement général |
| --------- | ------- | ------------------------------ | --------------------------- | ------------- | ------------------- | ---------------------------- |
| Prologue  | 6 juin  | Luxembourg – Luxembourg        | contre-la-montre individuel | 2,6           | Jimmy Engoulvent    | Jimmy Engoulvent             |
| 1re étape | 7 juin  | Luxembourg – Mondorf-les-Bains | étape vallonnée             | 167           | Maximiliano Richeze |                              |
| 2e étape  | 8 juin  | Schifflange – Differdange      | étape vallonnée             | 193           | Laurent Brochard    |                              |
| 3e étape  | 9 juin  | Wiltz – Diekirch               | étape vallonnée             | 174           | Romain Feillu       |                              |
| 4e étape  | 10 juin | Mersch – Luxembourg            | étape vallonnée             | 149           | Grégory Rast        | Grégory Rast                 |

## Classements finals
| \| Classement général \| Classement général \| Classement général \| Classement général \| Classement général \| \| Coureur \| Coureur \| Pays \| Équipe \| Temps \| \| ------------------ \| -------------------- \| ------------------ \| ------------------------- \| ------------------ \| \| 1er \| Grégory Rast \| Suisse \| Astana \| 16 h 47 min 40 s \| \| 2e \| Laurent Brochard \| France \| Bouygues Telecom \| + 10 s \| \| 3e \| Tiziano Dall'Antonia \| Italie \| Ceramica Panaria-Navigare \| + 15 s \| |                      |        |                           |                  |
| |                      |        |                           |                  |
| |                      |        |                           |                  |
| Classement général |                      |        |                           |                  |
| Coureur | Coureur              | Pays   | Équipe                    | Temps            |
| 1er | Grégory Rast         | Suisse | Astana                    | 16 h 47 min 40 s |
| 2e | Laurent Brochard     | France | Bouygues Telecom          | + 10 s           |
| 3e | Tiziano Dall'Antonia | Italie | Ceramica Panaria-Navigare | + 15 s           |